# Ítalo Argentino Lúder
Ítalo Argentino Lúder (ur. 1916, zm. 2008), argentyński polityk i prawnik, przewodniczący senatu od 1974 do 1976 (pełniący obowiązki prezydenta Argentyny od 13 września do 16 października 1975) z ramienia Partii Justycjalistycznej. W 1983 kandydat peronistów na prezydenta Argentyny (przegrał z Raulem Alfonsinem), od 1989 do 1990 pełnił funkcję ministra obrony.